# Bennett Bluff
Das Bennett Bluff ist ein 810 m hohes Felsenkliff an der Hobbs-Küste des westantarktischen Marie-Byrd-Lands. Es ragt 11 km südsüdwestlich der Perry Range zwischen den oberen Abschnitten des Venzke-Gletschers und des Berry-Gletschers auf. Das Kliff hat markante Felsvorsprünge an der Nordflanke.
Entdeckt und aus der Luft fotografiert wurde es am 18. Dezember 1940 bei der United States Antarctic Service Expedition (1939–1941). Eine detaillierte Kartierung nahm der United States Geological Survey zwischen 1959 und 1965 vor. Das Advisory Committee on Antarctic Names benannte es 1966 nach Clarence E. Bennett, Elektrotechniker der Flugstaffel VX-6 der United States Navy und Mitglied der Mannschaft auf der McMurdo-Station im antarktischen Winter 1963.